# Paul Simon Jacob Malvieux

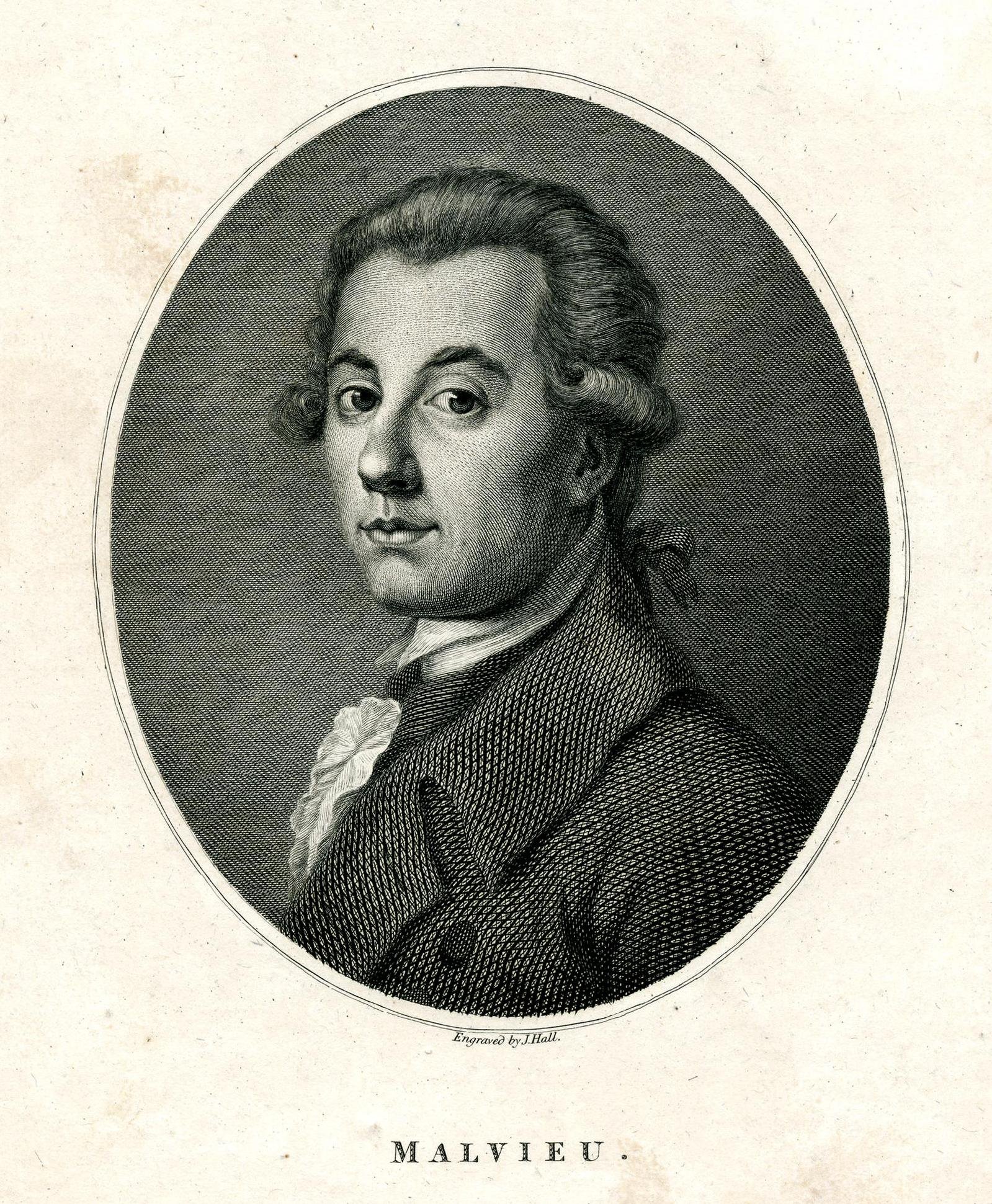
Porträt von Paul Simon Jacob Malvieux von J. Hall, etwa 1790

Paul Simon Jacob Malvieux (* 28. August 1763 in Dresden; † 26. Juli 1791 in Leipzig) war ein deutscher Kupferstecher. 
Er war ein Sohn des Leder- und Handschuhfabrikanten Georg Louis Malvieux und dessen Ehefrau Anna Maria geb. Bassenge. 1774 zog er mit seinen Eltern nach Wien, studierte an der Kupferstecherakademie bei Jacob Matthias Schmutzer und erhielt Zeichenunterricht von Heinrich Friedrich Füger. Nach seinem Studium arbeitete er als Kupferstecher und Illustrator in Dresden und Leipzig. Bei der Akademie der Künste in Berlin stellte er 1791 das Gemälde „Der Sturm“ aus. 